# Агаджанян, Гегам Хачатурович
Гегам Хачатурович Агаджанян (21 декабря 1891, Блур, Российская империя — 23 сентября 1969, Ереван, Армянская ССР, СССР) — советский агроботаник   и агротехник, академик АН Армянской ССР (с 1956 года). Заслуженный деятель науки Армянской ССР (1940).

## Биография
Родился 21 декабря 1891 года в селе Блур, Российской империи. В 1926 году окончил Ереванский университет, остался там работать до 1930 года. С 1930 года и до самой смерти в 1969 году он заведовал кафедрой общего земледелия Ереванского сельскохозяйственного института. Одновременно с этой должностью с 1956 года по 1962 год Агаджанян был начальником Главного управления науки Министерства сельского хозяйства Армянской ССР.
Скончался 23 сентября 1969 года в Ереване.

## Научные работы
- Основные научные работы посвящены изучению биологии сорной растительности Армении и методам борьбы с ней.
- Разрабатывал научные основы земледелия.

## Награды
- Орден Ленина (15.09.1961).
- Два ордена «Знак Почёта» (8.02.1944, 24.11.1945).
- Заслуженный деятель науки Армянской ССР.
- Большая золотая медаль ВДНХ СССР (05.11.1954) — за изучение и разработку комплекса мероприятий по борьбе с сорной растительностью, разработку агротехнических мероприятий по возделыванию ряда культур в разных почвенно-климатических условиях Армянской ССР.